# Sabanejewia caspia
Sabanejewia caspia är en fiskart som först beskrevs av Eichwald, 1838.  Sabanejewia caspia ingår i släktet Sabanejewia och familjen nissögefiskar. Inga underarter finns listade i Catalogue of Life.